# Van Cliburn
Harvey Lavan "Van" Cliburn, Jr., född 12 juli 1934 i Shreveport, Louisiana, död 27 februari 2013 i Fort Worth, Texas, var en amerikansk pianist. Han fick sitt internationella genombrott då han 1958 vann Tjajkovskijtävlingen i Moskva.